# Džó

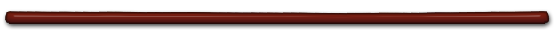
Džó dlouhé 128 cm a silné 2,4 cm

Džó (杖) je tyč z tvrdého dřeva dlouhá 128 cm. Používá se jako zbraň v některých japonských bojových uměních. Disciplína zacházení s touto tyčí se nazývá džódžucu nebo džódó. Také v aikido je soubor technik aiki-džó, které využívají džó k ilustraci principů aikido se zbraní. Džó vyniká jednoduchostí, proměnnou bojovou vzdáleností (ma-ai) a množstvím způsobů, jimiž lze protivníka napadnout. Bojovník s džó je schopen účinně čelit protivníkovi s mečem (katanou), což je také původní účel, k němuž bylo džó vytvořeno. Dodnes jej používají některé japonské policejní jednotky. Je zhruba o třetinu kratší než rokušaku bó.

## Původ
O historii podrobněji v článku džódó.
Džó vytvořil Musó Gonnosuke Kacujoši na počátku 17. století. Podle legendy k tomu došlo poté, co Gonnosuke vyzval mistra meče Mijamota Musašiho k zápasu, v němž byl ale poražen a zahanben. Na základě boží vize pak vytvořil novou zbraň i techniku zacházení s ní (Šintó Musó rjú) a vyzval Musašiho znovu. Vzhledem k předávání informací ústní tradicí není jisté, zda a jak druhý zápas probíhal. Legendy o džó praví, že to byl jediný zápas, kdy byl Musaši poražen. Podle jiných zdrojů nebyl poražen nikdy.

## Vlastnosti
Původní hůl Musóa Gonnosuke byla dlouhá 4 šaku, 2 sun a 1 bu. Po přepočtu do metrické soustavy je to 127,56 cm. Dnešní džó mají standardizovanou délku 128 cm, která nijak nezávisí na výšce a tělesných proporcích bojovníka. Průměr džó se pohybuje mezi 22 a 27 milimetry. Vyrábí se nejčastěji z dubového dřeva, přičemž za ideální je považován bílý japonský dub (širogaši). Přenáší se v pouzdře zvaném fukuro.